# 马尔科夫齐市镇

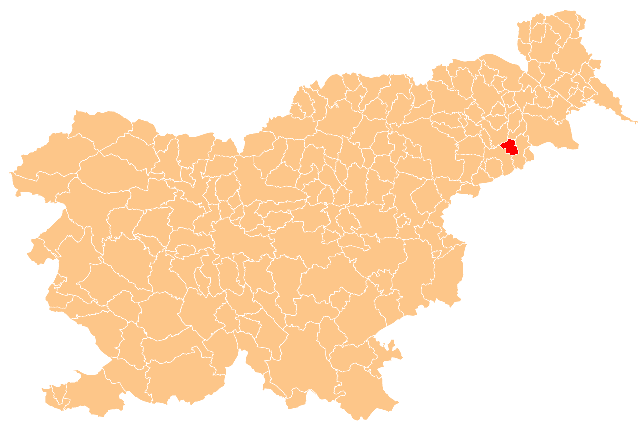
马尔科夫齐市镇於斯洛維尼亞的位置

马尔科夫齐市镇是斯洛文尼亞東北部的一個市镇，行政中心為馬爾科夫齊。面積29.78平方公里，2002年人口3798。人口密度約130人/km2。

## 外部連結
- 官方网站  （斯洛文尼亚文）
- Markovci at Geopedia （页面存档备份，存于）